# Jeffrey Adjei-Broni
Jeffrey Papayaw Adjei-Broni (født 15. april 2004), også kendt under sit kaldenavn, Papa, er en dansk fodboldspiller af ghanesisk afstamning, der spiller som angriber for den danske Superliga- klub Hvidovre IF.

## Karriere

### Klub karriere
Papa er en ungdomdomspiller af FC Københavns ungdomsakademi, som han spillede i mange år. I sommeren 2022 skiftede han til Lyngby Boldklub, hvor han blev en del af klubbens U-19-trup. Efter en rigtig god sæson i Lyngby, hvor han scorede 19 mål og 4 assists i 22 kampe, og en førsteplads i U-19 pokalturneringen, forlod Papa klubben i slutningen af sæsonen. 
Den 28. juni 2023 blev det bekræftet, at Papa havde skrevet under med den nyoprykkede danske Superliga- klub Hvidovre IF, hvilket han satte sin underskrift på en 3-årig aftale.  Papa fik sin debut for Hvidovre, og i den bedste danske liga, den 21. juli 2023 i en kamp mod FC Midtjylland .  I de første 17 kampe i første halvdel af sæsonen spillede Papa kun 168 minutter i ligaen over 9 kampe og 224 minutter i cuppen over 3 kampe og scorede et mål.

## Privat liv
Papa er født i Danmark, men har ghanesiske forældre. 